# Люблинско войводство (Жечпосполита)
Люблинското войводство (на полски: Województwo lubelskie, на латински: Palatinatus Lublinensis) е административно-териториална единица в състава на Полското кралство и Жечпосполита. Административен център е град Люблин.
Войводството е организирано през 1474 година. Административно е поделено на три повята – Люблински, Ужендовски и Луковски. В Сейма на Жечпосполита е представено от двама сенатори и шест депутати.
При третата подялба на Жечпосполита (1795) територията на войводството е анексирана от Хабсбургската държава.